# Anna Maria Mozart
Pour les articles homonymes, voir Mozart.
Anna Maria Walburga Mozart, née Pertl le 25 décembre 1720 à Sankt Gilgen et morte le 3 juillet 1778  à Paris, est l'épouse du compositeur, professeur de musique et violoniste autrichien Leopold Mozart ainsi que la mère de Maria Anna Mozart et Wolfgang Amadeus Mozart.

## Biographie
Elle naquit à Sankt Gilgen (archevêché de Salzbourg), fille cadette de Wolfgang Nicolaus Pertl (1667-1724), ancien étudiant en droit de l'université de Salzbourg et Pfleger (administrateur local) à Sankt Gilgen, et de son épouse Eva Rosina Barbara, née Altmann (1681-1755). Son père joue de la contrebasse et pendant une période fut chanteur et professeur de chant à l'archi-abbaye Saint-Pierre. Il est décédé alors qu'Anna Maria n'était âgée que de trois ans. Après sa mort, sa veuve et les deux filles ont vécu à Salzbourg dans des conditions très modestes.

La famille Mozart: à gauche: Maria Anna dite «Nannerl», à côté: Wolfgang Amadeus Mozart, en médaillon: Anna Maria Mozart, à droite: Leopold Mozart.

Anna Maria épousa le compositeur Leopold Mozart le 21 novembre 1747 à la cathédrale de Salzbourg. Ils eurent six enfants dont quatre moururent de maladie infantile. Les deux survivants furent des musiciens talentueux. L'aînée, Maria Anna dite « Nannerl » fut une musicienne de talent, dont les prouesses furent rapidement éclipsées par les succès de son frère. Les deux enfants furent entraînés dans une tournée européenne par leur père. Le second est Wolfgang Amadeus Mozart. 
Anna Maria Mozart accompagna son fils dans plusieurs tournées, notamment quand son mari n'était pas autorisé à quitter le service de l'archevêque Hieronymus von Colloredo-Mansfeld. Elle ne fut pas reconnue pour ses dons musicaux, bien qu'elle fût mariée à un compositeur et professeur de violon de renommée internationale et bien qu'elle fût la mère de deux enfants prodigieusement talentueux.

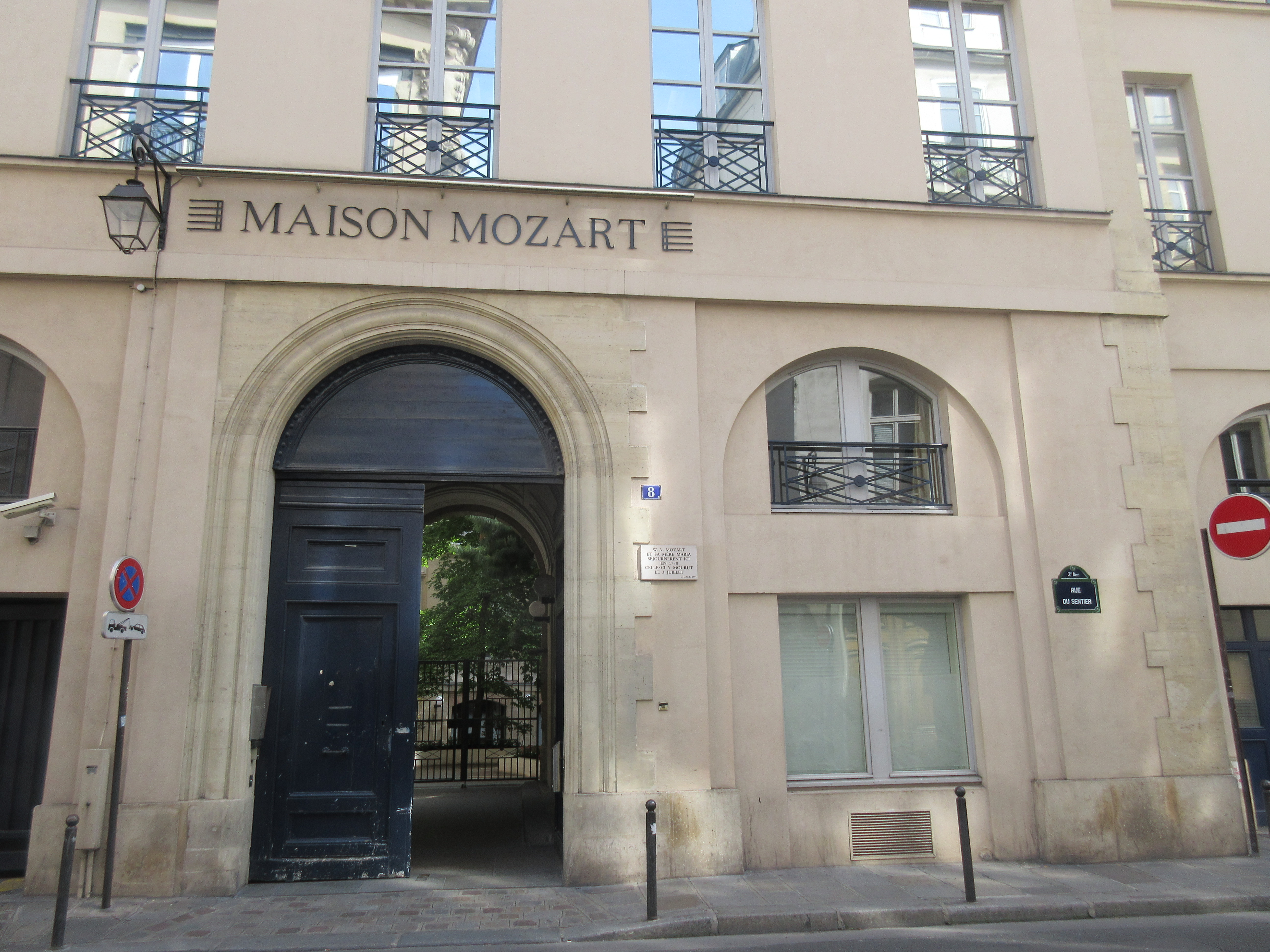
Maison Mozart, 8 rue du Sentier (Paris).

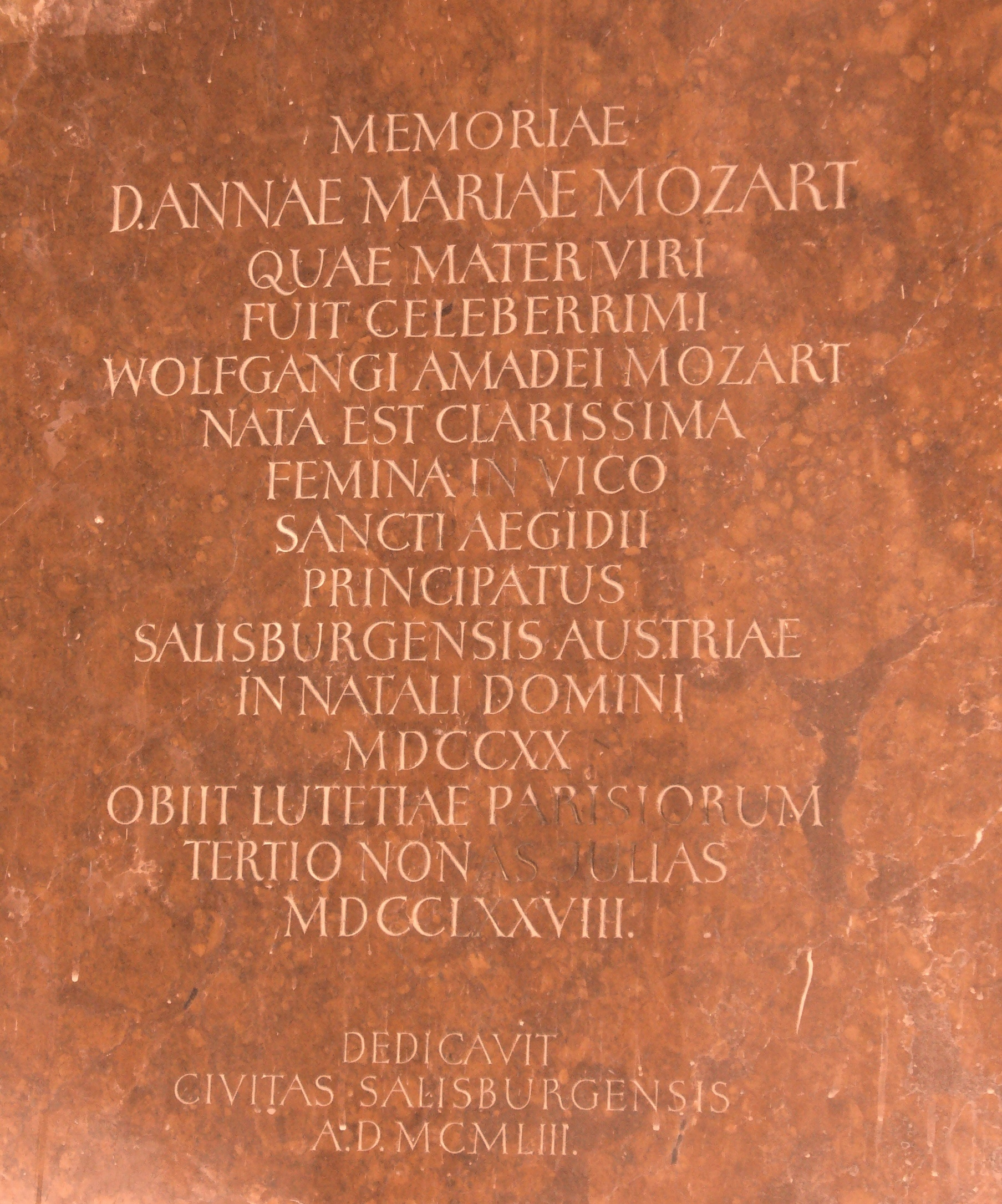
Plaque commémorative dans l'église Saint-Eustache, à Paris.

Anna Maria Mozart décéde de fièvres le 3 juillet 1778, rue du Gros-Chenet (rue du Sentier), durant une tournée à Paris avec son fils. Ses obsèques eurent lieu en l'Église Saint-Eustache de Paris en présence de son fils, et son corps fut inhumé dans le cimetière Saint-Joseph. Le registre paroissial de Saint-Eustache indique : En ce jour, Marie-Anne Pertl, âgée de 57 ans, femme de Léopold Mozart, maître de chapelle à Salzbourg, Bavière, qui mourut hier rue du Groschenet, a été enterrée dans le cimetière en la présence de Wolfgang Amédée Mozart, son fils, et de François Heine, trompette dans la cavalerie légère de la Garde royale, un ami. La tombe d’Anna Maria Pertl n’existe désormais plus dans le petit cimetière de Saint-Eustache, mais une plaque commémorative a été apposée en 1953.

## Postérité
Le séjour de Mozart à Paris avec sa mère a fait l'objet d'une pièce pour marionnettes de Gérard Valin publiée en 2021 (recueil des pièces de théâtre :"Irénée et Pierre - L'Harmattan")

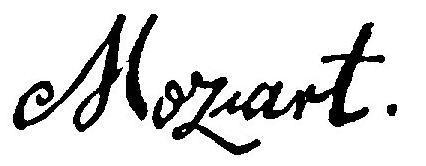
Signature de Wolfgang Amadeus Mozart au bas de l'acte de sépulture de sa mère le 3 juillet 1778 dans le registre paroissial de l'église Saint-Eustache à Paris.

## Filmographie
- Nannerl, la sœur de Mozart, René Féret, France, 2010, 120 minutes. David Moreau : Mozart; Marc Barbé : Leopold Mozart; Marie Féret : Nannerl Mozart.
- Jean Cadell interprète Anna Maria Mozart dans le film de Basil Dean, Whom the Gods Love : The Original Story of Mozart and his Wife (1936).